# Offentlighedsloven
Offentlighedsloven (forkortet OFL), formelt Lov om offentlighed i forvaltningen, er en dansk lov, der regulerer adgangen til aktindsigt for borgere, som ikke er part i sagen. OFL er Især relevant for journalister og medier. Den oprindelige OFL trådt i kraft i 1985. Den gældende OFL blev vedtaget af Folketinget i juni 2013 og trådte i kraft d. 1. januar 2014.

## Formål
OFL har som grundlæggende formål at sikre åbenhed i den offentlige forvaltning; dog skal loven også varetage andre hensyn end åbenhed.

## Nuværende lov
Loven omfatter dokumenter, som alle dele af den offentlige forvaltning har udarbejdet. Man har dog ikke ret til aktindsigt i oplysninger om enkeltpersoners private og økonomiske forhold, med mindre man selv er omtalt i sagen. Det kan også jf. OFL § 4, stk. 3 kræves, at den der ansøger om aktindsigt er i stand til at identificere den sag eller det dokument, der ønskes aktindsigt i. Det betyder, at journalister skal have et vist forhåndskendskab for at kunne søge aktindsigt. Forvaltningens interne arbejdsdokumenter er heller ikke omfattet af loven.
Retten til aktindsigt omfatter ikke sager inden for strafferetsplejen jf. § 2, stk. 1. Desuden skal man være opmærksom på undtagelserne i OFL §§ 12 og 13, der blandt andet beskytter private virksomheders tekniske og økonomiske forhold (med henblik på at forhindre at aktindsigt bruges til konkurrenceforvridning), herudover beskyttes også statens sikkerhed, økonomiske forhold og forholdet til andre lande.

## Ny offentlighedslov

### Lovkommissionen og fremlæggelse
I 2002 nedsatte Justitsministeriet en Offentlighedslovskommission, som skulle komme med forslag til en ny offentlighedslov. Justitsminister Lars Barfoed fremsatte den 8. december 2010 forslaget til en ny offentlighedslov i Folketinget. Forslaget indeholder blandt andet den ændring, at man fremover skal kunne søge aktindsigt i selskaber, hvor det offentlige ejer mere end 75%. Hastigheden i behandlingen af aktindsigt forøges også, i det et svar skal gives indenfor 7 dage, i stedet for de nuværende 10. Justitsministeren udtalte selv i en kronik i Jyllands-Posten samme dag om det nye lovforslag: "Det overordnede sigte er at udvide offentlighedens grundlæggende princip om åbenhed i den offentlige forvaltning og demokratisk kontrol med forvaltningen og samtidig tilpasse loven til nutidens samfundsforhold.".
Forslaget indeholdt derudover en indskrænkning af offentlighedens indsigt i ministerbetjening, det vil sige i interaktionen mellem ministerier og embedsværket. Under udformningen af forslaget i Offentlighedslovskommissionen mødte denne paragraf (§24) ingen kritik fra de repræsenterede mediefolk, som bl.a. inkluderede direktør Christian Kierkegaard fra brancheorganisationen Danske Specialmedier, journalist Kate Bluhme fra Ekstra Bladet som repræsentant Dansk Journalistforbund og souschef på TV2 Mikkel Hertz, fordi netop denne paragraf var opstået som følge af Justitsministeriets allerede foreliggende kommissorie, hvilket i realiteten betød et direktiv, som kommissionen ikke har kunnet sætte sig ud over.
Barfoed udtalte sig om offentlighedsloven i et interview i dagbladet Information den 20. december. Han sagde bl.a. omkring argumentet for fratagelse af ministerbetjening fra aktindsigt: "Vi kan bare konstatere, at det er en besværlighed, at man ikke kan gøre sig nogle frie tanker i styrelserne og sende dem ind til departementet, uden det er underlagt aktindsigt", samt at "det er et ønske, der er vokset frem gennem lang tid. Det er ikke noget, jeg har fundet på nu." Adspurgt om, hvordan undtagelsen vil være en fordel for borgerne, svarer Barfoed, at det ville være en fordel "på den måde, at det fører til nogle bedre, mere kvalificerede overvejelser, uden man bliver kigget over skuldrene."

### Kritik af OFL § 24
Ifølge OFL § 24 er interne dokumenter som hovedregel undtaget fra aktindsigt med henvisning til ministerbetjening.
Især § 24 har også efterfølgende været genstand for kritik fra flere sider. Redaktør på Information Christian Jensen udtaler, at forslaget betyder "en alarmerende indskrænkning af pressens muligheder for at kontrollere statsmagten og gå ministrene efter i sømmene." Journalisterne Lars Rugaard og Erik Valeur har udgivet bogen Ministerbetjening – En journalistisk hvidbog om ministerbetjening, hvor de opstiller en liste over vigtige journalistiske historier, som ikke ville have blevet til noget under en ny offentlighedslov. Eksemplerne tæller bl.a. afsløringen af at daværende socialminister havde Henriette Kjær afgivet forkerte oplysninger hvor mange flere handicappede, der fik betalt en personlig hjælper, historien om daværende sundhedsminister Lars Løkke Rasmussens overbetaling til privathospitalerne, historien om at aktiveringsindsatsen blev flyttet på forkert grundlag, at Arbejdsmarkedsstyrelsen korrigerede rapport samt baggrunden for Tuneserloven.
Også forskere har kritiseret lovforslaget. Professor i offentlig forvaltning på Aalborg Universitet Henning Jørgensen mener, at loven er "et demokratisk tilbageskridt". Historieprofessor Poul Villaume anser, at forslaget ville kunne bremse hans egen forskning.
SF's retspolitiske ordfører, Meta Fuglsang, udtalte til fagbladet Journalisten om forslaget: "Formålet med ændringen af offentlighedsloven er at give mere åbenhed. Og så rører man ved det helt centrale om ministerbetjening. Det synes jeg, er et paradoks."
Mediejuristen Oluf Jørgensen, der var medlem af Offentlighedslovskommissionen, forsvarede i november 2009 i Information begrænsningen af indsigt i ministerbetjening med, at "Ansatte skal kunne forberede sager uden frygt for, at deres foreløbige tanker offentliggøres. Der skal være plads til at tænke, at tænke forkert og drøfte sager med kolleger under forberedelsen uden at risikere, at idéer og skitser kan komme på avisernes forsider. Det er den vigtigste begrundelse for den gældende undtagelse for interne dokumenter. Samme hensyn ligger bag Offentlighedskommissionens forslag om at udvide undtagelsen med ministerbetjening på tværs af ‘Slotsholmens’ myndigheder. Det skal være sådan, at en ansat i et ministerium, der har fået en sag på sit bord, roligt kan sende en stribe mail rundt til kolleger i andre ministerier og styrelser for at få gode idéer." I november 2010 udtalte Oluf Jørgensen sig til Journalisten, og her udtrykte han kritik overfor det nye lovgivningsforslag.
Folketingets ombudsmand Hans Gammeltoft-Hansen udtalte til P1 d. 1. april 2010 vedrørende Offentlighedskommissionens begrundelse for forslaget om ministerbetjening: "Det er ikke en direkte for kommissionens medlemmer dokumenteret erfaringsbaseret virkelighed. Men det er – når vi taler om kommissionens medlemmer – en refereret virkelighed, som for os er blevet en forestillet virkelighed. Om det vil jeg sige, at en forestillet virkelighed kan jo – det ved vi fra mange menneskelige forhold – være mindst lige så reel som den erfaringsbaserede.".
Barfoed opstillede i sin kronik i Jyllands-Posten 26 punkter hvor lovforslaget efter Barfoeds opfattelse giver fremskridt i forhold til åbenheden, og 5 punkter hvor der er tilbageskridt. Ulrik Dahlin har i dagbladet Information givet udtryk for den opfattelse, at der reelt kun er fem mindre fremskridt og til gengæld ni alvorlige tilbageskridt.

### Yderligere kritik og genåbning af forhandling
Desuden fremkom Oluf Jørgensen med en yderligere kritik af resten af offentlighedsloven. Ifølge ham havde det endelige lovforslag, der blev fremlagt i Folketinget, udvandet de væsentlige udvidelser i borgernes rettigheder som lovkommissionen havde foreslået. Han fremhæver bl.a., at dokumenter først skal journaliseres når de er i "endelig form", og udelukker dermed udkast, som udvalget ellers havde foreslået. Desuden at justitsministeren kan undtage private aktører, der har fået udliciteret offentlige ydeligelser fra aktindsigt samt kommissionens forslag om, at der skulle være ret til udtræk fra offentlige databaser, hvis det kunne foretages "ved enkle kommandoer" var blevet yderligere skærpet til "få og enkle kommandoer".
På grund af den offentlige kritik af især ministerbetjeningsparagraffen, meldte Liberal Alliance og Dansk Folkeparti d. 9. december ud, at de ikke kunne garantere at stemme for loven i dens daværende udformning. Lars Barfoed genåbnede derfor den 14. december forhandlingerne om loven, på trods af at den allerede var blevet fremsat i Folketinget, og udtalte at "Det er klart min hensigt, at vi skal have en bred aftale omkring det her." Retsordførerne for Folketingets partier mødtes til teknisk gennemgang af loven den 12. januar 2011, og en ny førstebehandling af loven til dagen efter.

### Den nye offentlighedslov skal ikke gælde i forbindelse med miljøoplysninger
Loven om aktindsigt i miljøoplysninger, der implementerer FN's Århuskonvention og EU-direktivet om aktindsigt i miljøoplysninger, stiller borgere og presse væsentligt bedre end med såvel den gamle som den nye offentlighedslov.
Loven giver borgere og presse ret til at stille en frist for besvarelse af aktindsigt og bestemme formen, herunder om oplysninger og dokumenter skal udleveres i elektronisk form. Offentlige myndigheder er endvidere forpligtet til at besvare aktindsigten endeligt senest 2 måneder efter modtagelse af begæringen.
Miljøoplysningsloven er ledsaget af bekendtgørelsen om aktiv formidling af miljøoplysninger, der pålægger offentlige myndigheder at ordne miljøoplysninger så de umiddelbart kan offentliggøres på Internettet.
Justitsminister Morten Bødskov (S) har med lovforslag L146 foreslået, at miljøoplysningslovens henvisninger til offentlighedsloven fortsat skal være henvisninger til den oprindelige lov fra 1985. Det betyder, at den forkætrede § 24 i den nye offentlighedslov om ministerbetjening ikke vil gælde i forbindelse med miljøoplysninger.
De markante forskelle i rettigheder bliver omtalt i Folketingets Ombudsmands brev af 2. april 2013 til Folketingets Retsudvalg. Folketingets Ombudsmand henviser i sit brev til sagen borgeres aktindsigt i databasen over landbrugets forbrug af veterinærmedicin, Vetstat, som han fandt er omfattet af miljøoplysningsloven begreb om foranstaltninger, hvorfor de aktindsigtssøgende havde ret til ubegrænset adgang til databasen.

## Mørklægning med tilbagevirkende kraft
Efter nedlæggelsen af Irak- og Afghanistankommissionen i 2015, benyttede Værnsfælles Forsvarskommandoen loven med tilbagevirkende kraft til at mørkelægge et "centralt notat", der kunne berige indsigten i den tidligere regerings aftale med det kontroversielle amerikanske sikkerhedsfirma, tidligere kendt som Blackwater under Irakkrigen.

## Enkelte bestemmelser
Den, som ikke er part i en sag, har mulighed for at søge aktindsigt. Men det er en forudsætning, at aktindsigtsanmoderen identificerer de(n) sag(er), som vedkommende søger aktindsigt i, jf. OFL § 9.
Undtagelser fra aktindsigt er bl.a. nævnt i OFL §§ 11-13 og §§ 16-17 samt §§ 19-21 og §§ 27 og 30-33.
En offentlig myndighed har pligt til at notere alle oplysninger, som kan være relevante for sagsbehandling, jf. OFL § 13; se FOB 2015-19.
Det følger af meroffentlighedsprincippet i OFL § 14, at en offentlig myndighed skal overveje, om der kan gives aktindsigt i oplysninger, som ellers er undtaget fra aktindsigt; se ombudsmandens udtalelser, FOU nr 2014.0029 og FOU nr 2014.0023.
En offentlig myndigheds journaliseringspligt er fastlagt i OFL § 15; se FOB 2010 20-5.
Det følger af OFL § 16, at departementer samt nærmere angivne underliggende styrelser og direktorater kan blive pålagt pligt til at udarbejde postlister over dagens indkomne og/eller udgående dokumenter; postlister skal så offentliggøres på myndighedens hjemmeside.
Det følger af OFL § 17, at en offentlig myndighed har pligt til at offentliggøre vigtige administrative forskrifter, bl.a. “bekendtgørelser, cirkulærer og vejledninger (...) på deres hjemmeside[r].” Det følger af Justitsministeriets vejledning om lov om offentlighed i forvaltningen.
Det følger af OFL § 18, at der skal oprettes en online portal, hvor regler o.a. om aktindsigt skal gøres tilgængeligt.
OFL §§ 19-21 rummer nogle få af undtagelserne fra aktindsigt; så det er ikke muligt at få aktindsigt i disse sager:
- Straffesager (OFL § 19)
- Lovgivningssager (OFL § 20)
- Sager om ansættelse eller forfremmelse[46] (OFL § 21, stk. 1)
- Konkrete personalesager[46] (OFL § 21, stk. 2-5)
- Kalendersager (OFL § 22)

Ifølge OFL § 24 er interne dokumenter som hovedregel undtaget fra aktindsigt med henvisning til, at disse dokumenter er dokumenter til ministerbetjening; se FOB 2016-43.
Der er alligevel ret til aktindsigt i nogle typer endelige interne dokumenter, jf. OFL § 26.
En offentlig myndighed har som hovedregel pligt til at behandle en anmodning om aktindsigt inden 7 arbejdsdage, jf. OFL § 36, stk. 2. Dette har ombudsmanden indskærpet i sine udtalelser: FOU nr 2016.45 og FOU nr 2021.1.
Der er mulighed for særskilt at påklage sagsbehandlingstiden, jf. OFL § 39.

## Bøger
- Bente Hagelund: Lærebog i forvaltningsret. 2019. Hans Reitzels Forlag. ISBN 978-87-412-7042-5
- Mohammad Ahsan: Offentlighedsloven med kommentarer. 2. udgave. 2020. Jurist- og Økonomforbundets Forlag, København. ISBN 9788757444186[49]